# Jarosław Jakimczyk
Jarosław Jakimczyk (ur. 1967 we Wrocławiu) – polski dziennikarz śledczy specjalizujący się w tematyce służb specjalnych. Autor książki „Najweselszy barak w obozie. Tajna policja komunistyczna jako krytyk artystyczny i kurator sztuki w PRL”.
Absolwent historii sztuki na Uniwersytecie Wrocławskim. W 1991 odbył staż w dziale malarstwa w Hamburger Kunsthalle. Jeszcze jako student tłumaczył z języka niemieckiego kryminały, których bohaterem był agent FBI Jerry Cotton.
Karierę dziennikarza rozpoczął w 1994 jako stażysta we wrocławskim oddziale Super Expressu. Następnie był reporterem Radia Kolor Wrocław. Na początku 1996 został redaktorem naczelnym wrocławskiego Radia Klakson, pierwszej w Polsce rozgłośni radiowej przeznaczonej dla kierowców. W tym okresie nawiązał również współpracę z Sekcją polską BBC, dla której przygotowywał korespondencje radiowe, m.in. „wejścia na żywo” podczas powodzi w 1997 r.
Od września 1996 związany z dziennikiem „Życie”, w którym pracował do października 2000. Do jego najważniejszych publikacji w tym okresie należą: cykl artykułów o nadużyciach w giełdowej spółce Polifarb Wrocław S.A.; materiał o funkcjonariuszach Służby Bezpieczeństwa współpracujących w latach 80. z opozycją we Wrocławiu („Piłsudczycy, kiedyś w SB” 25.03.1997 r. s. 5.); seria tekstów (napisanych wspólnie z Wojciechem Czuchnowskim) ujawniających rolę Mieczysława Janosza, jednego z negatywnych bohaterów Afery „Żelazo”, w zamieszaniu wokół krzyży stawianych na żwirowisku w byłym obozie zagłady Auschwitz.
Szczególnie spektakularny był cykl artykułów (napisanych wspólnie z Bertoldem Kittelem) nt. nadużyć i przestępstw w Urzędzie Ochrony Państwa i Wojskowych Służbach Informacyjnych. Efektem publikacji dotyczących infiltracji WSI przez obce wywiady (Rosji i USA) było aresztowanie czterech oficerów Wojska Polskiego, którzy zostali skazani na kary więzienia za szpiegostwo. W wyniku tych publikacji Jakimczyk i Kittel zostali oskarżeni o wielokrotne ujawnienie tajemnicy państwowej. Doniesienia na nich w 1999 r. złożył trzykrotnie Ryszard Kalisz, ówczesny szef Kancelarii Prezydenta RP. Śledztwa i sprawy sądowe zostały utajnione. W lipcu 2011 zakończył się ostatni proces w tej sprawie.
Współpracował także z dziennikiem „Rzeczpospolita”, „Pulsem Biznesu”. Był redaktorem naczelnym magazynu „Internet Standard”. W 2003 roku podjął współpracę z tygodnikiem „Wprost”, gdzie pracował do września 2007. Aktualnie pracuje w TVP, gdzie jest głównym specjalistą biura programowego. Współpracuje także z tygodnikiem „Newsweek Polska” i portalem internetowym www.money.pl.
Do jego najsłynniejszych artykułów należą: „Wyrok na Jana Pawła II” z czerwca 2007, „Polski Al Capone” z 2006, „Zabójcza Panna” z 2005, „Profesor z SB” oraz „King Kongo” z 2003.
Słynny jest także krótki reportaż z 2005 zamieszczony na łamach „Wprost” opisujący spotkanie Adama Michnika z Jerzym Urbanem.